# Бенойст, Мелисса
Мели́сса Мари́ Бено́йст (англ. Melissa Marie Benoist, род. 4 октября 1988) — американская актриса и певица, наиболее известная по роли Марли Роуз в сериале «Хор» и по роли Кары Зор-Эл/Кары Дэнверс/Супергёрл в сериале «Супергёрл».

## Биография
Родилась в Хьюстоне, штат Техас и выросла в Литлтоне, штат Колорадо, где в 2007 году окончила среднюю школу.
Затем она переехала в Нью-Йорк, где в 2011 году окончила колледж, параллельно играя гостевые роли в сериалах «Закон и порядок: Специальный корпус», «Закон и порядок: Преступное намерение», «Голубая кровь» и «Хорошая жена». После второстепенной роли в сериале Showtime «Родина», осенью 2012 года присоединилась к актёрскому составу четвёртого сезона сериала Fox «Хор». В 2012 году она отмечалась за лучший прорыв года по версии E!. В пятом сезоне она была повышена до регулярного состава. Она покинула шоу в начале 2014 года, вместе с несколькими другими актёрами.
В 2014 году снялась в отмеченном наградами независимом кинофильме «Одержимость». Это привело её к роли подруги главной героини в фильме «Дальняя дорога» производства 20th Century Fox. В январе 2015 года она получила ведущую роль в сериале CBS «Супергёрл», обходя десятки других актрис на кастингах. Затем, она получила главную женскую роль в фильме Universal Pictures «Лоурайдеры». C 2015 года снимается в главной роли в новом сериале канала CBS (с 2016 года — The CW) «Супергёрл».

## Личная жизнь
В 2015—2017 годы Бенойст была замужем за своим коллегой по сериалу «Хор» Блейком Дженнером, с которым она встречалась 3 года до их свадьбы. В 2019 году Бенойст заявила, что ранее была жертвой домашнего насилия со стороны своего партнёра, но не назвала его имени — это вызвало подозрения, что актриса подразумевала отношения с бывшим мужем. Позже Дженнер (также не называя имени) сообщил, что долгое время состоял в токсичных отношениях, где имело место психологическое и физическое насилие с обеих сторон, подчеркнув, что не снимает с себя ответственности и сожалеет о произошедшем.
С начала 2017 года встречается со своим коллегой по сериалу «Супергёрл» Крисом Вудом. 10 февраля 2019 года пара объявила о помолвке, а 1 сентября 2019 года они поженились.
4 марта 2020 года Мелисса с мужем сообщили, что ждут ребёнка. В сентябре 2020 года у пары родился сын Хаксли Роберт Вуд.

## Фильмография
| Год       |   | Русское название                      | Оригинальное название             | Роль                                        |
| --------- | - | ------------------------------------- | --------------------------------- | ------------------------------------------- |
| 2008      | ф | Теннесси                              | Tennessee                         | Лорел                                       |
| 2014      | ф | Одержимость                           | Whiplash                          | Николь                                      |
| 2015      | ф | Второй шанс                           | Danny Collins                     | Джейми                                      |
| 2015      | ф | Дальняя дорога                        | The Longest Ride                  | Марша                                       |
| 2015      | ф | Банда грабителей                      | Band of Robbers                   | Бекки Тетчер                                |
| 2015      | ф | Парень Билли                          | Billy Boy                         | Дженнифер                                   |
| 2016      | ф | Лоурайдеры                            | Lowriders                         | Лорелай                                     |
| 2016      | ф | День патриота                         | Patriots Day                      | Кэтрин Рассел                               |
| 2019      | ф | Джей и Молчаливый Боб: Перезагрузка   | Jay and Silent Bob Reboot         | Хроник                                      |
| 2010      | с | Закон и порядок: Преступное намерение | Law & Order: Criminal Intent      | Джессалин Керр (эпизод «Delicate»)          |
| 2010      | с | Голубая кровь                         | Blue Bloods                       | Рене (эпизод «Privilege»)                   |
| 2010      | с | Закон и порядок: Специальный корпус   | Law & Order: Special Victims Unit | Ава (эпизод «Wet»)                          |
| 2010      | с | Хорошая жена                          | The Good Wife                     | Молли (эпизод «Nine Hours»)                 |
| 2011      | с | Родина                                | Homeland                          | Стейси Мур (эпизоды «Grace» и «Clean Skin») |
| 2012—2014 | с | Хор                                   | Glee                              | Марли Роуз (35 эпизодов)                    |
| 2015—2021 | с | Супергёрл                             | Supergirl                         | Кара Зор-Эл / Кара Дэнверс                  |
| 2016—2021 | с | Флэш                                  | The Flash                         | Кара Зор-Эл / Кара Дэнверс / Супергёрл      |
| 2016—2020 | с | Стрела                                | Arrow                             | Кара Зор-Эл / Кара Дэнверс / Супергёрл      |
| 2016—2020 | с | Легенды завтрашнего дня               | Legends of Tomorrow               | Кара Зор-Эл / Кара Дэнверс / Супергёрл      |
| 2018      | с | Трагедия в Уэйко                      | Waco                              | Рейчел Кореш                                |
| 2019      | с | Кризис на бесконечных Землях          | Crisis on Infinite Earths         | Кара Зор-Эл / Кара Дэнверс / Супергёрл      |

## Награды и номинации
| Награды и номинации | Награды и номинации | Награды и номинации            | Награды и номинации      | Награды и номинации |
| Награда             | Год                 | Категория                      | Фильм                    | Итог                |
| ------------------- | ------------------- | ------------------------------ | ------------------------ | ------------------- |
| Teen Choice Awards  | 2013                | Прорыв года                    | «Хор» (телесериал)       | Номинация           |
| Teen Choice Awards  | 2017                | Лучшая ТВ-актриса в жанре экшн | «Супергёрл» (телесериал) | Победа              |
| «Сатурн»            | 2016                | Лучшая актриса на телевидении  | «Супергёрл» (телесериал) | Номинация           |
| «Сатурн»            | 2016                | Прорыв года                    | «Супергёрл» (телесериал) | Награда             |